# ولادیسلاو ترتاک
ولادیسلاو ترتاک (اوکراینی: Владислав Васильович Третяк؛ زادهٔ ۲۱ فوریهٔ ۱۹۸۰) شمشیرباز اهل اوکراین است.